# Mutya Keisha Siobhan

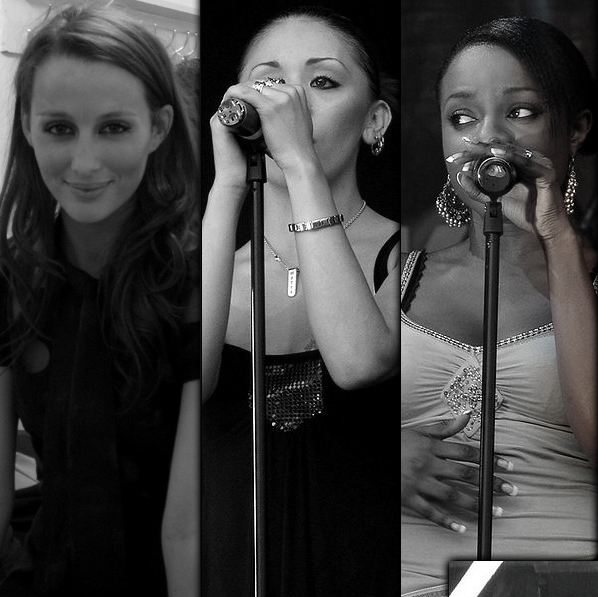
Les fondatrices du groupe : Mutya Buena, Keisha Buchanan et Siobhán Donaghy.

Mutya Keisha Siobhan (précédemment Sugababes) est un groupe britannique fondé à Londres. Ses membres sont Mutya Buena, Keisha Buchanan et Siobhán Donaghy, les membres fondatrices du groupe Sugababes. Elles enregistrent actuellement leur "premier" album, collaborant avec Naughty Boy, Emeli Sandé et Professor Green. Leur premier album en tant que Sugababes, One Touch est sorti le 27 novembre 2000.

## 1998-2001: Sugababes

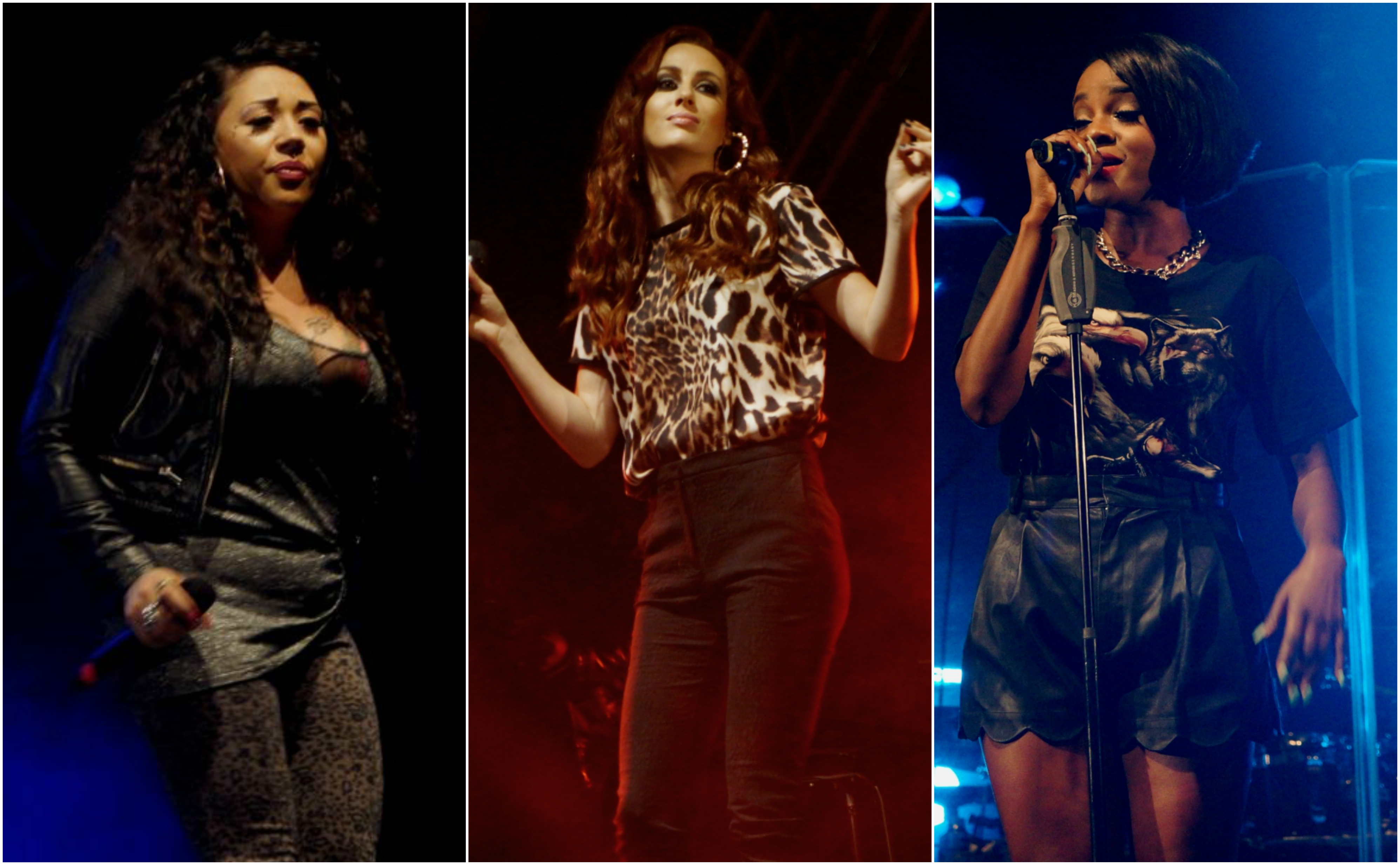
Les membres du girls band Sugababes sur scène

Les Sugababes ont été créées en 1998 par Mutya Buena, Keisha Buchanan et Siobhán Donaghy. Après la sortie de leur premier album, One Touch, Donaghy quitte le groupe en 2001, après de multiples rumeurs de harcèlement moral de la part de Buchanan. Des rumeurs confirmées par Donaghy elle-même en 2009. Donaghy fut remplacée par Heidi Range. Buena est par la suite remplacée en 2005, citant des raisons personnelles pour son départ, à la suite de la naissance de sa fille. Amelle Berrabah prit sa place deux jours plus tard. En septembre 2009, après 11 ans de bons et loyaux services, il est annoncé que la dernière membre originale du groupe, Buchanan, quittait celui-ci. Elle est remplacée par Jade Ewen, arrivée la même année cinquième du concours de l'Eurovision. Le groupe ne contenait dès lors aucun membre original. Cette dernière fournée sortit l'album Sweet 7, Ewen remplaçant les couplets de Buchanan. L'album se classe à la 14e place des charts britanniques.

### 2011–12: Rumeurs
En octobre 2011, plusieurs médias britanniques ont fait part d'une éventuelle reformation de la première fournée de Sugababes,,. En janvier 2012, d'autres ont fait surface, après que Buena et Buchanan aient tweeté qu'elles étaient au studio avec "deux autres femmes" et le rappeur britannique Professor Green. Cependant, Buena a par la suite nié ces allégations, disant: "Aucune chanson avec Keisha ou Professor Green, Juste en train de bosser sur des trucs perso pour le moment." (sic)  Néanmoins, la chanteuse écossaise Emeli Sandé a par la suite confirmé au micro de MTV UK qu'elle avait écrit des chansons pour Buena, Buchanan et Donaghy, disant: "Oui, c'est vrai. J'ai écrit pour les membres fondatrices des Sugababes, ce qui me met en joie car je les ai tout de suite adorées quand elles sont arrivées sur la scène musicale. J'ai adoré leur son, c'était génial, différent, et je suis heureuse d'être impliqué dans le projet de celles qui ont fait débuter le groupe".

### 2012–présent: « Premier Album»
En avril 2012, de nouvelles rumeurs faisaient état de la signature d'un contrat d'un million de livres sterling avec Polydor Records. En juin 2012, Donaghy a confirmé sur Twitter que de nouveaux titres allaient être diffusés, indiquant que cela se produirait dans deux semaines au plus tôt et dix semaines au plus tard.
Le 20 juillet 2012, il a été officiellement confirmé que le groupe s'était reformé sous le nom de Mutya Keisha Siobhan, et qu'elles étaient en studio pour préparer un nouvel album sous le label Polydor. Plusieurs jours avant la confirmation, des internautes avaient vu que le nom avait été officiellement enregistré comme marque dans l'Union européenne le 27 juin 2012.

## Discographie
- « Titre non communiqué » (2012/2013)